# 거리 이미징
거리 이미징(Range imaging) 또는 레인지 이미징은 일반적으로 일부 유형의 센서 장치와 관련된 특정 지점에서 장면의 지점까지의 거리를 보여주는 2D 이미지를 생성하는 데 사용되는 기술 모음의 이름이다.
결과로 나오는 거리 이미지(range image)에는 거리에 해당하는 픽셀 값이 있다. 레인지 이미지를 생성하는 데 사용되는 센서가 적절하게 보정된 경우 픽셀 값은 미터와 같은 물리적 단위로 직접 제공될 수 있다.

## 같이 보기
- 3차원 스캐닝
- 깊이 지도
- 전하결합소자
- 키넥트
- 라이다
- 라이트 필드 카메라
- 버추얼 시네마토그래피
- 사진측량